# (500429) 2012 TK145
(500429) 2012 TK145 es un asteroide que forma parte del cinturón interior de asteroides, descubierto el 11 de abril de 2011 por el equipo del Pan-STARRS desde el Observatorio de Haleakala, Hawái, Estados Unidos.

## Designación y nombre
Designado provisionalmente como 2012 TK145.

## Características orbitales
2012 TK145 está situado a una distancia media del Sol de 1,916 ua, pudiendo alejarse hasta 2,008 ua y acercarse hasta 1,824 ua. Su excentricidad es 0,048 y la inclinación orbital 20,39 grados. Emplea 969,097 días en completar una órbita alrededor del Sol.

## Características físicas
La magnitud absoluta de 2012 TK145 es 17,8.